# Krzysztof Stefaniak
Krzysztof Józef Stefaniak (ur. 10 grudnia 1957 w Poznaniu) – polski strzelec, trener, medalista mistrzostw Europy, olimpijczyk z Moskwy 1980.
Zawodnik specjalizujący się w broni długiej reprezentujący klub AZS Gwardia Zielona Góra w latach 1971-1987.
Wielokrotny medalista mistrzostw Europy juniorów:
- w roku 1974 - brązowy indywidualnie w konkurencji karabinu pneumatycznego 40 strzałów,
- w roku 1975 - złoty w konkurencji karabinu pneumatycznego 40 strzałów w drużynie (partnerami byli: Ireneusz Jagodziński, Lucjan Pracki),
- w roku 1976 - srebrny w konkurencji karabinu standard 60 strzałów leżąc w drużynie (partnerami byli:Wiesław Andruk, Ireneusz Jagodziński),
- w roku 1977 - złoty w konkurencji karabinu standard 60 strzałów leżąc indywidualnie i w drużynie (partnerami byli: Wiesław Andruk, Bogna Temlak).

Brązowy medalista mistrzostw Europy w Titogradzie w konkurencji karabinu dowolnego 3 × 40 strzałów w postawie klęcząc w drużynie (partnerami byli: Andrzej Trajda, Eugeniusz Pędzisz, Romuald Siemionow).
Na igrzyskach w Moskwie wystartował w strzelaniu z karabinka sportowego w pozycji leżąc 50 metrów zajmując 4. miejsce.